# Horisme stratata
Horisme stratata là một loài bướm đêm trong họ Geometridae.